# Сезон ФК «Чорноморець» (Одеса) 2020—2021
Сезон ФК «Чорноморець» (Одеса) 2020–2021 — 30-й сезон одеського футбольного клубу «Чорноморець» у чемпіонатах / кубках України, та 83-й сезон в історії клубу.

## Клуб
|                         | \| Посада \| Ім'я \| \| ----------------------- \| ------------------------- \| \| Головний тренер \| Олексій Антонов[1][A 1] \| \| Головний тренер \| Сергій Ковалець[A 2] \| \| Тренер \| Олексій Гай[A 3][3] \| \| Тренер \| Сергій Дем'янець[A 1] \| \| Тренер \| Олексій Антонов[A 2] \| \| Тренер \| В'ячеслав Нівінський[A 2] \| \| Тренер воротарів \| Євген Боровик \| \| Тренер по фізпідготовці \| Вікторія Самар \| \| Тренер-методіст \| Валерій Поркуян \| |
| Посада                  | Ім'я |
| Головний тренер         | Олексій Антонов |
| Головний тренер         | Сергій Ковалець |
| Тренер                  | Олексій Гай |
| Тренер                  | Сергій Дем'янець |
| Тренер                  | Олексій Антонов |
| Тренер                  | В'ячеслав Нівінський |
| Тренер воротарів        | Євген Боровик |
| Тренер по фізпідготовці | Вікторія Самар |
| Тренер-методіст         | Валерій Поркуян |

17 лютого 2021 року Сергій Ковалець покинув одеський клуб за обопільною згодою. Виконувати обов'язки головного тренера буде Олексій Антонов. 1 березня 2021 року Олексій Антонов був призначений новим головним тренером команди.

### Екіпірування
8 вересня 2020 року «моряки» презентували новий комплект домашньої форми.
| Базовий зразок | Зразок з логотипами |

## Склад

### Пішли з клубу
| Дата                 | Позиція     | Футболіст          | Наступний клуб         | Умови         |
| -------------------- | ----------- | ------------------ | ---------------------- | ------------- |
| Літо / Осінь 2020 р. |             |                    |                        |               |
| 7 вересня 2020       | захисник    | В'ячеслав Велєв    | «Маріуполь»            | вільний агент |
| 21 вересня 2020      | захисник    | Олег Остапенко     | «Металург» (Запоріжжя) | вільний агент |
| 21 вересня 2020      | нападник    | Ігор Сікорський    | «Волинь» (Луцьк)       | вільний агент |
| Зима 2021 р.         |             |                    |                        |               |
| 12 січня 2021        | півзахисник | Владислав Хамелюк  | «Олімпік» (Донецьк)    | вільний агент |
| 12 січня 2021        | півзахисник | Олег Кожушко       | Пюнік (Єреван)         | вільний агент |
| 12 січня 2021        | захисник    | Андрій Слінкін     | «Вентспілс»            | вільний агент |
| 28 січня 2021        | півзахисник | Костянтин Граматік | «Нива» (Тернопіль)     | вільний агент |
| 4 лютого 2021        | захисник    | Василь Прийма      |                        | вільний агент |
| 8 лютого 2021        | півзахисник | Микита Тітаєвський | → «Балкани» (Зоря)     | оренда        |

### Прийшли в клуб
| Дата                 | Позиція     | Футболіст          | Попередній клуб          | Умови         |
| -------------------- | ----------- | ------------------ | ------------------------ | ------------- |
| Літо / Осінь 2020 р. |             |                    |                          |               |
| 27 серпня 2020       | воротар     | Роман Підківка     | «Карпати» (Львів)        | вільний агент |
| 27 серпня 2020       | півзахисник | Артем Козак        | «Карпати» (Львів)        | вільний агент |
| 27 серпня 2020       | захисник    | Дмитро Поспєлов    | «Металіст 1925» (Харків) | вільний агент |
| 27 серпня 2020       | півзахисник | Рінар Валєєв       | «Оболонь-Бровар» (Київ)  | вільний агент |
| 28 серпня 2020       | захисник    | Максим Мельничук   | «Ворскла» (Полтава)      | → оренда      |
| 10 вересня 2020      | півзахисник | Ілля Путря         | → «Маріуполь»            | вільний агент |
| 10 вересня 2020      | півзахисник | Андрій Якимів      | «Десна» (Чернігів)       | вільний агент |
| 10 вересня 2020      | півзахисник | Олег Кожушко       | → «Колос» (Ковалівка)    | вільний агент |
| 10 вересня 2020      | захисник    | Василь Прийма      | «Карпати» (Львів)        | вільний агент |
| 19 вересня 2020      | нападник    | Владислав Бугай    | «Буковина» (Чернівці)    | вільний агент |
| 19 вересня 2020      | захисник    | Євгеній Мартиненко | «Ворскла» (Полтава)      | вільний агент |
| 19 вересня 2020      | півзахисник | Артем Ковбаса      | «Оболонь-Бровар» (Київ)  | вільний агент |
| Зима 2021 р.         |             |                    |                          |               |
| 2 лютого 2021        | півзахисник | Сергій Кравченко   | «Дніпро-1» (Дніпро)      | вільний агент |
| 5 лютого 2021        | півзахисник | Роман Бодня        | «Динамо» (Київ)          | → оренда      |
| 5 лютого 2021        | півзахисник | Артур Ващишин      | «Динамо» (Київ)          | → оренда      |
| 5 лютого 2021        | півзахисник | Вадим Мащенко      | «Динамо» (Київ)          | → оренда      |
| 5 лютого 2021        | нападник    | Даниїл Сухоручко   | «Динамо» (Київ)          | → оренда      |
| 1 березня 2021       | півзахисник | Дмитро Коркішко    | «Дніпро-1» (Дніпро)      | вільний агент |
| 4 березня 2021       | півзахисник | Бека Вачіберадзе   | «Ломмель СК»             | вільний агент |
| 10 березня 2021      | захисник    | Міха Горопевшек    | «Динамо» (Мінськ)        | вільний агент |

## Хронологія сезону

### Серпень2020
- 29 серпня 2020 р. «Чорноморець» вдало розпочав новий сезон. У грі першого попереднього етапу Кубка України 2020/21 (1/64 фіналу) «моряки» у місті Нова Каховка з рахунком 3:2 перемогли місцеву «Енергію»[26]. Першим гольовим «дублем» у складі одеської команди відзначився Артур Авагімян.

### Вересень2020
- 5 вересня 2020 р. У грі 1-го туру національної першості серед команд першої ліги одеська команда грала в Краматорську, де перемогла місцевий клуб «Авангард» з рахунком 2:1[27]. Свій перший гол у складі «моряків» забив Дмитро Поспєлов.
- 11 вересня 2020 р. Матч 2-го туру чемпіонату України «моряки» вдома зіграли 1:1 з командою «Гірник-Спорт» з міста Горішні Плавні[28]. Свій перший гол у складі «Чорноморця» забив Віктор Лиховидько.
- 16 вересня 2020 р. Одеська команда програла з рахунком 0:1 гру другого попереднього етапу Кубка України 2020/21 (1/32 фіналу) проти команди «Миколаїв» і вибула з цього турніру[29].
- 20 вересня 2020 р. Матч 3-го туру чемпіонату України «моряки» грали у Києві, де з рахунком 3:2 перемогли місцеву «Оболонь»[30]. Свій перший гол у складі «Чорноморця» забив Артем Ковбаса.
- 22 вересня 2020 р. Всеукраїнське об'єднання тренерів по футболу визнало головного тренера «Чорноморця» Сергія Ковальця найкращим тренером третього туру чемпіонату України серед команд першої ліги[31].
- 26 вересня 2020 р. У грі 4-го туру національної першості одеська команда вдома з рахунком 1:0 перемогла «Верес» з міста Рівне[32]. Перша перемога «Чорноморця» на своєму полі в поточному сезоні.

### Жовтень2020
- 6 жовтня 2020 р. Матч 5-го туру чемпіонату України «моряки» в Івано-Франківську зіграли внічию 1:1 з місцевим клубом «Прикарпаття»[33].
- 11 жовтня 2020 р. У грі 6-го туру національної першості одеська команда у місті Буча[34][35] зіграла 1:1 з клубом «Полісся» (Житомир)[36].
- 16 жовтня 2020 р. Матч 7-го туру чемпіонату України «моряки» грали вдома, i перемогли з рахунком 2:1 команду «Кремінь» з міста Кременчук[37].
- 21 жовтня  2020 р. У грі 8-го туру національної першості одеська команда грала в місті Дніпро[38], де перемогла клуб «ВПК-Агро» (Шевченківка) з рахунком 2:0[39].
- 26 жовтня 2020 р. Матч 9-го туру чемпіонату України «моряки» грали вдома проти тернопільскої «Ниви», і зазнали першу в сезоні поразку з рахунком 1:2[40].
- 31 жовтня 2020 р. У грі 10-го туру національної першості одеська команда вдома з рахунком 2:0 перемогла МФК «Миколаїв»[41]. Свій перший гольовий «дубль» у складі одеської команди зробив Артем Ковбаса.

### Листопад2020
- 5 листопада 2020 р. Матч 11-го туру чемпіонату України «моряки» грали вдома проти «Агробізнес» (Волочиськ), і зазнали поразки з рахунком 0:1[42].
- 10 листопада 2020 р. У грі 12-го туру національної першості одеська команда грала в місті Херсон, де перемогла місцевий «Кристал» з рахунком 4:0[43]. Свої перші голи у складі «Чорноморця» забили Станіслав Микицей i Олег Кожушко.
- 15 листопада 2020 р. Матч 13-го туру чемпіонату України «моряки» грали вдома проти команди «Металіст 1925» (Харків), і перемогли з рахунком 2:0[44]. Всеукраїнське об'єднання тренерів по футболу визнало головного тренера «Чорноморця» Сергія Ковальця найкращим тренером 13-го туру чемпіонату України серед команд першої ліги[45].
- 20 листопада 2020 р. У грі 14-го туру національної першості одеська команда у місті Суми[46] зіграла 0:0 проти команди «Альянс» (Липова Долина)[47].
- 23 листопада 2020 р. Матч 15-го туру чемпіонату України «Чорноморець» — «Волинь» (Луцьк) був перенесений через спалах COVID-19 в одеському клубі[48].
- 25 листопада 2020 р. Через спалах COVID-19 в одеському клубі гра 16-го туру національної першості «Чорноморець» — «Авангард» (Краматорськ) була також перенесена[49].

### Березень2021
- 5 березня 2021 р. У перенесеній грі 16-го туру національної першості «Чорноморець» з рахунком 3:1 обіграв удома «Авангард» з міста Краматорськ[50]. Свій перший гол у складі одеської команди забив Артем Козак.
- 12 березня 2021 р. У перенесеному матчі 15-го туру чемпіонату України «моряки» на своєму полі здолали луцьку «Волинь» з рахунком 1:0[51].
- 19 березня 2021 р. У грі 17-го туру національної першості одеська команда в Кременчуці, з рахунком 1:0 перемогла «Гірник-Спорт»[52]. Свій перший гол у складі «Чорноморця» забив Даниїл Сухоручко.
- 26 березня 2021 р. Матч 18-го туру чемпіонату України «моряки» зіграли вдома 1:1 проти команди «Оболонь» (Київ)[53]. Свій перший гол у складі одеської команди забив Бека Вачіберадзе.
- 31 березня 2021 р. У грі 19-го туру національної першості одеська команда у Львові[54], з рахунком 0:4 програла команді «Верес» (Рівне)[55]. Це була перша виїзна поразка «Чорноморця» у поточному чемпіонаті України.

### Квітень2021
- 5 квітня 2021 р. Матч 20-го туру чемпіонату України відбувся в Одесі, де «моряки» з рахунком 3:0 перемогли «Прикарпаття» (Івано-Франківськ)[56].
- 10 квітня 2021 р. У грі 21-го туру національної першості одеська команда вдома з рахунком 2:1 перемогла «Полісся» (Житомир)[57]. Свій перший гол у складі «Чорноморця» забив Максим Мельничук.
- 16 квітня 2021 р. Матч 22-го туру чемпіонату України відбувся в Кременчуці, де «моряки» зіграли внічию 1:1 з місцевим клубом «Кремінь»[58]. Свій перший гол у складі одеської команди забив Сергій Кравченко.
- 23 квітня 2021 р. У грі 23-го туру національної першості одеська команда вдома з рахунком 2:0 перемогла «ВПК-Агро»[59].
- 30 квітня 2021 р. Матч 24-го туру чемпіонату України відбувся у Львові[60], де «моряки» з рахунком 1:0 перемогли тернопільску «Ниву»[61].

### Травень2021
- 7 травня 2021 р. У грі 25-го туру національної першості «Чорноморець» у Миколаєві зіграв 1:1 з місцевим МФК «Миколаїв»[62].
- 15 травня 2021 р. Матч 26-го туру чемпіонату України відбувся у Волочиську, де «моряки» з рахунком 0:1 програли місцевому клубу «Агробізнес»[63].
- 21 травня 2021 р. У грі 27-го туру національної першості «Чорноморець» вдома з рахунком 4:0 розгромив херсонський «Кристал»[64]. Свій перший гол у складі «Чорноморця» забив Ілля Путря.
- 27 травня 2021 р. Матч 28-го туру чемпіонату України відбувся у Харкові, де «моряки» з рахунком 1:0 перемогли місцевий «Металіст 1925» і достроково здобули путівку в УПЛ[65].

### Червень2021
- 5 червня 2021 р. У грі 29-го туру національної першості «Чорноморець» вдома з рахунком 0:2 програв команді «Альянс» (Липова Долина)[66].
- 12 червня 2021 р. Матч 30-го туру чемпіонату України відбувся в Луцьку, де «моряки» з рахунком 2:1 перемогли місцеву «Волинь»[67].

## Чемпіонат України
Докладніше: Чемпіонат України з футболу 2020—2021: перша ліга
| М | Команда         | І  | В  | Н | П | РМ    | О  |
| - | --------------- | -- | -- | - | - | ----- | -- |
|   | «Верес»         | 30 | 21 | 5 | 4 | 56−21 | 68 |
|   | «Чорноморець»   | 30 | 18 | 7 | 5 | 45−23 | 61 |
|   | «Металіст 1925» | 30 | 16 | 8 | 6 | 36−22 | 56 |
| 4 | МФК «Миколаїв»  | 30 | 15 | 8 | 7 | 49−23 | 53 |
| 5 | «Агробізнес»    | 30 | 15 | 7 | 8 | 46−27 | 52 |

Позначення:

### Матчі[68]

#### Перше коло
| 1 тур 05.09.2020 / субота | «Авангард» (Краматорськ)  | 1 : 2               | «Чорноморець» (Одеса)                                             | Україна, Краматорськ                                             |  |
| 17:00 EET +26°С | Дяченко 20' Майборода 41' | протокол звіт відео | Лиховидько 10' Поспєлов 19' Микицей 55' Яловенко 68' Поспєлов 80' | Стадіон: «Авангард» Глядачі: 500 Суддя: Д. Резніков (Кам'янське) |  |
| «Авангард»: Солдатенко - Сидоренко, Ховбоша , Шинкаренко, Дяченко, Цибульник, Сорокін (Гуничев 90'), Булгаков (Дорошенко 59'), Пуді, Бойко, Майборода (Чебаненко 81') Залишилися в запасі: Якубенко, Абрамов, Нечоса, Таранда Тренер: Олексій Городов «Чорноморець»: Варакута - Микицей, Лиховидько (Остапенко 46'), Поспєлов, Зубейко, Слінкін, Клименко , Хамелюк (Тітаєвський 73'), Авагімян (Валєєв 87'), Брагару (Штогрін 79'), Сікорський (Яловенко 56') Залишилися в запасі: Підківка, Долгов, Мельничук Тренер: Сергій Ковалець |                           |                     |                                                                   |                                                                  |  |

| 2 тур 11.09.2020 / п'ятниця | «Чорноморець» (Одеса)     | 1 : 1               | «Гірник-спорт» (Горішні Плавні)                               | Україна, Одеса                                              |  |
| 19:00 EET +26°С | Лиховидько 82' Валєєв 86' | протокол звіт відео | Збунь 21' Суханов 36' Шопін 51' Твердохліб 80' Твердохліб 88' | Стадіон: «Чорноморець» Глядачі: 957 Суддя: С. Лапко (Львів) |  |
| «Чорноморець»: Підківка - Поспєлов, Остапенко, Лиховидько, Тітаєвський (Долгов 90'), Слінкін, Клименко , Валєєв, Брагару (Путря 63'), Кожушко, Сікорський (Яловенко 46' (Штогрін 66')) Залишилися в запасі: Варакута, Хамелюк, Граматік, Якимів, Прийма, Мельничук, Паламарчук Тренер: Сергій Ковалець «Гірник-спорт»: Ситников - Суханов, Векляк, Карась, Шопін, Гоменко (Петрусенко 66'), Чепелюк, Батюшин , Семенів (Чередниченко 66'), Збунь (Герт 89'), Герасимець Залишилися в запасі: Климов, Черниш, Твердохліб, Малишкін, Петрусенко, Жмурко Тренер: Ігор Жабченко |                           |                     |                                                               |                                                             |  |

| 3 тур 20.09.2020 / неділя | «Оболонь» (Київ)                                                                   | 2 : 3               | «Чорноморець» (Одеса)                                             | Україна, Київ                                                |  |
| 18:00 EET +17°С | Батальський 8' Батальський 21' Батальський 52' Матяж 62' Щебетун 88' Голіков 90+2' | протокол звіт відео | Лиховидько 14' Валєєв 61' Ковбаса 75' Авагімян 76' Авагімян 90+1' | Стадіон: «Оболонь-Арена» Глядачі: 0 Суддя: М. Райда (Іршава) |  |
| «Оболонь»: Федорівський - Голіков, Безуглий, Білий, Осман, Савченко (Покотилюк 46'), Загальский (Слободян 64'), Мединський, Матяж, Майданевич (Щебетун 76'), Батальський (Гутті 81') Залишилися в запасі: Тюрін, Терехов, Бровченко, Щебетун, Мате, Ульянченко Тренер: Валерій Іващенко «Чорноморець»: Варакута - Путря, Поспєлов, Лиховидько (Прийма 90'), Мартиненко, Слінкін (Мельничук 46'), Клименко , Валєєв (Ковбаса 70'), Авагімян, Кожушко, Бугай Залишилися в запасі: Паламарчук, Долгов, Граматік, Тітаєвскій, Брагару, Хамелюк Тренер: Сергій Ковалець |                                                                                    |                     |                                                                   |                                                              |  |

| 4 тур 26.09.2020 / субота | «Чорноморець» (Одеса)                                                         | 1 : 0               | «Верес» (Рівне)                                  | Україна, Одеса                                                |  |
| 17:00 EET +21°С | Клименко 8' Мартиненко 48' Авагімян 60' Путря 87' Долгов 90+2' Варакута 90+3' | протокол звіт відео | Пасіч 25' Сергійчук 39' Петько 65' Гегедош 90+1' | Стадіон: «Чорноморець» Глядачі: 1 368 Суддя: І. Салаш (Калуш) |  |
| «Чорноморець»: Варакута - Мартиненко, Лиховидько, Поспєлов, Путря (Долгов 90+1'), Слінкін, Клименко , Валєєв (Прийма 82'), Авагімян, Кожушко (Ковбаса 52'), Бугай (Штогрін 76') Залишилися в запасі: Паламарчук, Граматік, Тітаєвський, Брагару, Хамелюк, Мельничук, Козак, Якимів Тренер: Сергій Ковалець «Верес»: Когут - Пасіч, Мірошник, Гончаренко, Солдат, Петько (Полулях 81'), Кучеров , Тимофієнко (Хоцяновський 60'), Соломка (Гегедош 77'), Дахновський (Нємчанинов 86'), Сергійчук (Шестаков 65') Залишилися в запасі: Ющишин, Махнєв, Яременко Тренер: Юрій Вірт |                                                                               |                     |                                                  |                                                               |  |

| 5 тур 06.10.2020 / вівторок | «Прикарпаття» (Івано-Франківськ)                          | 1 : 1               | «Чорноморець» (Одеса)         | Україна, Івано-Франківськ                            |  |
| 17:30 EET +17°С | Воробчак 3' Барчук 27' Воробчак 39' Барчук 53' Сердюк 83' | протокол звіт відео | Лиховидько 31' Мартиненко 58' | Стадіон: «Рух» Глядачі: 0 Суддя: О. Кальонов (Львів) |  |
| «Прикарпаття»: Піцан (Сердюк 46') - Бочкур (Хома 66'), Пастух, Мелінишин, Сікач, Воробчак, Кохман (Дитко 71'), Семотюк (Вацеба 46'), Кузьмин, Волошинович (Цюцюра 90'), Барчук Залишилися в запасі: Геник, Шпирка, Януш, Коржак, Пархуц, Борисевич Тренер: Руслан Мостовий «Чорноморець»: Варакута - Мартиненко, Поспєлов, Лиховидько, Слінкін, Путря, Клименко , Валєєв (Козак 72'), Авагімян, Бугай (Штогрін 62'), Кожушко (Брагару 62') Залишилися в запасі: Паламарчук, Прийма, Долгов, Граматік, Ковбаса, Мельничук Тренер: Сергій Ковалець |                                                           |                     |                               |                                                      |  |

| 6 тур 11.10.2020 / неділя | «Полісся» (Житомир)                                  | 1 : 1               | «Чорноморець» (Одеса)                     | Україна, Буча                                               |  |
| 14:00 EET +16°С | Гавриленко 35' Власюк 50' Галенков 58' Сільченко 69' | протокол звіт відео | Авагімян 62' Поспєлов 90+3' Ковбаса 90+4' | Стадіон: «Ювілейний» Глядачі: 0 Суддя: I. Сташук (Чернігів) |  |
| «Полісся»: Маханьков - Жук, Прокопчук, Швець, Власюк, Гавриленко (Тимошенко 90'), Ковальов (Сільченко 68'), Галенков (Трояновський 62'), Савошко (Притиковський 75'), Повалій (Тарануха 82'), Галенко Залишилися в запасі: Яшков, Шевченко, Чернецький, Понєдєльнік, Даудов, Кузнецов, Медведєв Тренер: Сергій Шищенко «Чорноморець»: Варакута - Мартиненко, Поспєлов, Лиховидько, Путря, Клименко , Валєєв (Ковбаса 53'), Слінкін (Мельничук 58'), Авагімян (Козак 65'), Брагару (Кожушко 53'), Бугай (Штогрін 58') Залишилися в запасі: Паламарчук, Прийма, Хамелюк, Микицей Тренер: Сергій Ковалець |                                                      |                     |                                           |                                                             |  |

| 7 тур 16.10.2020 / п'ятниця | «Чорноморець» (Одеса)                               | 2 : 1               | «Кремінь» (Кременчук)                            | Україна, Одеса                                             |  |
| 19:00 EET +19°С | Ковбаса 60' Прийма 82' Бугай 90+4' Лиховидько 90+5' | протокол звіт відео | Мурашов 19' Білоус 31' Чеботаєв 51' Мягков 90+5' | Стадіон: «Чорноморець» Глядачі: 0 Суддя: К. Заброда (Київ) |  |
| «Чорноморець»: Паламарчук - Поспєлов (Прийма 53'), Мікіцей, Мартиненко, Мельничук, Путря, Клименко (Кожушко 73'), Лиховидько, Авагімян (Козак 68'), Брагару (Ковбаса 53'), Штогрін (Бугай 53') Залишилися в запасі: Варакута, Зубейко, Слінкін, Валєєв, Хамелюк, Тітаєвський, Підківка Тренер: Сергій Ковалець «Кремінь»: Олійник - Мягков, Антоніо Сантос (Брюхов 46'), Головко, Чеботаєв, Білоус (Сорокін 46'), Геловані, Зубков, Бичков (Галата 85'), Мурашов (Луїз Фернандо 66'), Куліш Залишилися в запасі: Данкович, Бородай, Островський Тренер: Олександр Головко |                                                     |                     |                                                  |                                                            |  |

| 8 тур 21.10.2020 / середа | «ВПК-Агро» (Шевченківка)                          | 0 : 2               | «Чорноморець» (Одеса)                                           | Україна, Дніпро                                         |  |
| 15:00 EET +12°С | Васильєв 15' Яременко 24' Білий 57' Сидоренко 83' | протокол звіт відео | Мартиненко 29' Лиховидько 36' Кожушко 48' Авагімян 90+1' (пен.) | Стадіон: «Метеор» Глядачі: 0 Суддя: Є. Назаров (Харків) |  |
| «ВПК-Агро»: Бубенцов - Сидоренко, Яременко (Кіча 56'), Красов, Мілесин, Білий, Васильєв (Тищенко 50'), Терехов (Білий 34'), Шмигельский (Донгаузер 82'), Будняк, Удод (Горбаченко 50') Залишилися в запасі: Шеліхов, Логінов, Шарко, Ляшенко, Шаповалов, Дорошенко Тренер: Сергій Соловйов «Чорноморець»: Паламарчук - Микицей, Поспєлов, Мартиненко, Зубейко, Слінкін, Лиховидько (Прийма 69' (Валєєв 79')), Клименко , Брагару (Ковбаса 69'), Кожушко (Авагімян 54'), Штогрін (Бугай 57') Залишилися в запасі: Підківка, Мельничук, Путря Тренер: Сергій Ковалець |                                                   |                     |                                                                 |                                                         |  |

| 9 тур 26.10.2020 / понеділок | «Чорноморець» (Одеса)                 | 1 : 2               | «Нива» (Тернопіль)                                           | Україна, Одеса                                                    |  |
| 19:00 EET +18°С | Авагімян 35' Клименко 83' Кожушко 89' | протокол звіт відео | Скакун 59' Скакун 66' Дворовенко 73' Вовченко 83' Демчук 89' | Стадіон: «Чорноморець» Глядачі: 0 Суддя: Д. Резніков (Кам'янське) |  |
| «Чорноморець»: Паламарчук - Поспєлов, Микицей, Мартиненко (Ковбаса 65'), Мельничук, Зубейко (Путря 70'), Клименко , Лиховидько (Валєєв 75'), Авагімян, Брагару (Кожушко 46'), Штогрін (Бугай 60') Залишилися в запасі: Варакута, Прийма, Слінкін, Козак, Хамелюк, Тітаєвський, Підківка Тренер: Сергій Ковалець «Нива»: Механів - Дворовенко, Вовченко, Демчук, Хруставка, Демченко, Малащук (Кохман 81'), Волохатий (Зінь 90'), Скакун (Гатала 72'), Бідний (Проців 46'), Кисленко (Мамешев 90') Залишилися в запасі: Єрмолов, Жупанський Тренер: Ігор Білан (в.о.) |                                       |                     |                                                              |                                                                   |  |

| 10 тур 31.10.2020 / субота | «Чорноморець» (Одеса)                                     | 2 : 0               | МФК «Миколаїв»                                                                  | Україна, Одеса                                             |  |
| 17:00 EET +9°С | Ковбаса 3' Микицей 35' Ковбаса 38' Путря 45' Клименко 50' | протокол звіт відео | Кушніренко 34' Яворський 41' Охрончук 54' Куксенко 69' Прядун 75' Кравченко 78' | Стадіон: «Чорноморець» Глядачі: 0 Суддя: К. Заброда (Київ) |  |
| «Чорноморець»: Підківка - Путря, Мартиненко (Прийма 57'), Микицей, Поспєлов, Слінкін, Клименко (Якимів 85'), Лиховидько (Валєєв 56'), Авагімян (Козак 84'), Бугай (Штогрін 84'), Ковбаса Залишилися в запасі: Варакута, Зубейко, Долгов, Хамелюк, Брагару, Гейко, Мельничук Тренер: Сергій Ковалець «Миколаїв»: Лободров - Кулинич (Куксенко 65'), Березянський (Порох 19'), Кушніренко , Ульянов, Охрончук, Вітенчук (Сула 57'), Кравченко, Паламар (Росляков 74'), Одарюк (Прядун 46'), Яворський Залишилися в запасі: Агаларов, Войцеховський Тренер: Ілля Близнюк |                                                           |                     |                                                                                 |                                                            |  |

| 11 тур 05.11.2020 / четвер | «Чорноморець» (Одеса) | 0 : 1               | «Агробізнес» (Волочиськ)         | Україна, Одеса                                                 |  |
| 17:00 EET +11°С |                       | протокол звіт відео | Слотюк 40' Черненко 90+6' (пен.) | Стадіон: «Чорноморець» Глядачі: 0 Суддя: О. Афанасьєв (Харків) |  |
| «Чорноморець»: Підківка - Поспєлов (Прийма 60'), Мікіцей, Мартиненко, Путря, Клименко , Лиховидько (Валєєв 63'), Слінкін, Ковбаса, Авагімян (Брагару 87'), Бугай (Штогрін 63') Залишилися в запасі: Варакута, Зубейко, Хамелюк, Козак, Якимів, Гейко, Кожушко, Мельничук Тренер: Сергій Ковалець «Агробізнес»: Мозіль - Косовський, Дідик, Когут М., Курило , Слотюк, Семенюк (Груша 60'), Романюк, Когут І., Черненко, Петров (Семенець 75') Залишилися в запасі: Воробей, Палюх, Захарченко, Іванченко, Писко, Ярмоленко Тренер: Олександр Чижевський |                       |                     |                                  |                                                                |  |

| 12 тур 10.11.2020 / вівторок | «Кристал» (Херсон)                                                                   | 0 : 4               | «Чорноморець» (Одеса)                                            | Україна, Херсон                                          |  |
| 13:00 EET +10°С | · Малиш 61' · Семенина 63' Гливий 63' · Жовтюк 75' · Семенина 79' (пен.) · Кучер 86' | протокол звіт відео | Лиховидько 3' Микицей 68' Лиховидько 78' Кожушко 85' Брагару 87' | Стадіон: «Кристал» Глядачі: 0 Суддя: О. Кальонов (Львів) |  |
| «Кристал»: Герасименко - Малиш, Жовтюк, Крутін, Лаптєв, Бородай (Кучер 46'), Цой (Бондаренко 87'), Чернишов (Головкін 68'), Семенина, Гливий (Цибульський 78'), Барладим Залишилися в запасі: Восконян, Муравйов, Карась, Барський, Терзі, Мартян, Ольховиков Тренер: Сергій Валяєв «Чорноморець»: Підківка - Мікіцей, Мартиненко, Лиховидько, Мельничук, Зубейко (Путря 63'), Хамелюк (Граматік 72'), Клименко , Ковбаса (Кожушко 65'), Авагімян (Козак 76'), Бугай (Брагару 83') Залишилися в запасі: Варакута, Слінкін, Штогрін Тренер: Сергій Ковалець |                                                                                      |                     |                                                                  |                                                          |  |

| 13 тур 15.11.2020 / неділя | «Чорноморець» (Одеса)                                                       | 2 : 0               | «Металіст 1925» (Харків) | Україна, Одеса                                              |  |
| 16:00 EET +7°С | Микицей 32' Микицей 57' Бугай 67' Авагімян 74' Лиховидько 88' Брагару 90+4' | протокол звіт відео | Коваленко 20'            | Стадіон: «Чорноморець» Глядачі: 0 Суддя: O. Титов (Донецьк) |  |
| «Чорноморець»: Підківка - Микицей , Лиховидько, Мартиненко, Валєєв (Якимів 90'), Хамелюк, Путря, Зубейко (Долгов 24'), Ковбаса (Кожушко 66'), Авагімян (Брагару 82'), Бугай (Штогрін 86') Залишилися в запасі: Паламарчук, Граматік, Гейко, Козак, Тітаєвський Тренер: Сергій Ковалець «Металіст 1925»: Коваленко - Жичіков, Шершень, Гошкодеря, Коваленко (Резепов 69'), Кольцов , Савін (Холод 88'), Криськів, Дмитренко, Чідера, Вентура (Савіцький 75') Залишилися в запасі: Сидоренко, Дьяков, Пець, Братков, Цвіренко, Толочко, Коробка, Калайтан Тренер: Валерій Кривенцов |                                                                             |                     |                          |                                                             |  |

| 14 тур 20.11.2020 / п'ятниця | «Альянс» (Липова Долина)                                           | 0 : 0               | «Чорноморець» (Одеса)                                                                                     | Україна, Суми                                                        |  |
| 14:00 EET -3°С | · Пікуль 16' · Агапов 19' · Агапов 90+3' · Загинайлов 90+5' (пен.) | протокол звіт відео | · Авагімян 17' (пен.) · Ковбаса 36' · Граматік 37' · Тітаєвський 39' · Козак 44' · Бугай 51' · Якимів 68' | Стадіон: «Ювілейний» Глядачі: 0 Суддя: C. Задиран (Київська область) |  |
| «Альянс»: Важинський - Пікуль , Медведєв, Неплях, Осадчий (Пісний 46'), Лебеденко (С. Шарай 85'), К. Ярошенко (Шпирьонок 90+2'), Піднебенний, Агапов, Сидоренко (Лучик 76'), Зубков (Загінайлов 59') Залишилися в запасі: Литвиненко, Шевченко, Меженський Тренер: Юрій Ярошенко «Чорноморець»: Підківка - Якимів, Граматик, Титаєвський, Путря, Гейко, Козак, Валєєв , Авагімян, Ковбаса (Брагару 86'), Бугай Залишилися в запасі: Паламарчук Тренер: Сергій Ковалець |                                                                    |                     | |                                                                      |  |

| 15 тур 12.03.2021 / п'ятниця | «Чорноморець» (Одеса)                 | 1 : 0               | «Волинь» (Луцьк)        | Україна, Одеса                                                  |  |
| 18:00 EET +3°С | Брагару 23' Кравченко 44' Микицей 51' | протокол звіт відео | Приймак 84' Сімінін 90' | Стадіон: «Чорноморець» Глядачі: 1 257 Суддя: А. Абдула (Харків) |  |
| «Чорноморець»: Підківка - Путря, Поспєлов, Микицей , Мельничук, Валєєв (Вачіберадзе 46'), Козак (Коркішко 59'), Кравченко, Авагімян (Ковбаса 71'), Брагару (Мартиненко 90+2'), Штогрін Залишилися в запасі: Варакута, Долгов, Лиховидько, Якимів, Сухоручко Тренер: Олексій Антонов «Волинь»: Леванідов - Сімінін , Приндета, Приймак, Цюпа, Рябов (Войтіховський 88'), Шарпар, Хагназарі (Оринчак 46'), Нкололо (Мартинюк 89'), Протасов (Ляшенко 70'), Коломоєць (Кобзар 70') Залишилися в запасі: Неділько, Гарсієв, Чачуа Тренер: Василь Сачко |                                       |                     |                         |                                                                 |  |

#### Друге коло
| 16 тур 05.03.2021 / п'ятниця | «Чорноморець» (Одеса)                          | 3 : 1               | «Авангард» (Краматорськ)              | Україна, Одеса                                                    |  |
| 17:00 EET +10°С | Брагару 5' Мельничук 29' Козак 51' Штогрін 55' | протокол звіт відео | Писко 42' Дорошенко 74' Дорошенко 87' | Стадіон: «Чорноморець» Глядачі: 1 720 Суддя: Д. Панчишин (Харків) |  |
| «Чорноморець»: Підківка - Путря (Долгов 74'), Микицей , Д. Поспєлов, Мельничук, Валєєв (Коркішко 62'), Кравченко, Козак, Авагімян (Мащенко 77'), Брагару (Вачіберадзе 62'), Штогрін (Сухоручко 68') Залишилися в запасі: Варакута, Мартиненко, Бодня, Ващишин Тренер: Олексій Антонов «Авангард»: A. Поспєлов - Шинкаренко, Бородай, Зубков, Козлов, Сеницький , Толочко, Чебаненко (Куканов 46'), Дучев (Дорошенко 59'), Писко, Єрмоленко (Скотаренко 80') Залишилися в запасі: Якубенко, Гунічев, Сафонов Тренер: Олексій Городов |                                                |                     |                                       |                                                                   |  |

| 17 тур 19.03.2021 / п'ятниця | «Гірник-Спорт» (Горішні Плавні)                    | 0 : 1               | «Чорноморець» (Одеса)     | Україна, Кременчук                                             |  |
| 14:00 EET +8°С | Кравченко B. 30' Сьомка 56' Жмурко 59' Вентура 77' | протокол звіт відео | Сухоручко 74' Мащенко 90' | Стадіон: «Кремінь-Арена» Глядачі: 300 Суддя: М. Райда (Іршава) |  |
| «Гірник-Спорт»: Жмурко (Фіяло 66') - В. Кравченко, Чуєв, Чепелюк, Краєв, Велєв, Романов (Богомаз 87'), Сьомка (Осипенко 86'), Дедух (Твердохліб 78'), Литвяк, Литовченко (Вентура 66') Залишилися в запасі: Якубов, Дмитрук, Клімов, Черниш Тренер: Ігор Жабченко «Чорноморець»: Варакута - Микицей , Горопевшек, Мельничук, Путря (Долгов 84'), Лиховидько, С. Кравченко, Коркішко (Ковбаса 72'), Козак (Вачіберадзе 78'), Брагару (Мащенко 80'), Штогрін (Сухоручко 72') Залишилися в запасі: Паламарчук, Мартиненко, Якимів Тренер: Олексій Антонов |                                                    |                     |                           |                                                                |  |

| 18 тур 26.03.2021 / п'ятниця | «Чорноморець» (Одеса)                      | 1 : 1               | «Оболонь» (Київ)                                                      | Україна, Одеса                                                 |  |
| 17:00 EET +7°С | Коркішко 38' Вачіберадзе 80' Микицей 90+2' | протокол звіт відео | Майданевич 7' Суханов 23' Мединський 54' Суханов 77' Литвиненко 90+2' | Стадіон: «Чорноморець» Глядачі: 0 Суддя: Р. Блавацький (Львів) |  |
| «Чорноморець»: Варакута - Микицей , Горопевшек, Путря, Мельничук, Кравченко, Лиховидько (Бугай 77'), Коркішко (Авагімян 57'), Ковбаса (Козак 57'), Вачіберадзе, Штогрін (Сухоручко 61') Залишилися в запасі: Паламарчук, Мартиненко, Поспєлов, Долгов, Якимів Тренер: Олексій Антонов «Оболонь»: Литвиненко - Прокопенко, Безуглий, Мате, Бровченко, Лобов, Матяж , Суханов, Майданевич (Мурза 77'), Савченко (Мединський 46'), Щебетун Залишилися в запасі: Федорівський, Фастов, Скидан, Голіков, Білий, Лукьянчук, Галоян, Слободян Тренер: Павло Яковенко |                                            |                     |                                                                       |                                                                |  |

| 19 тур 31.03.2021 / середа | «Верес» (Рівне)                                                                                   | 4 : 0               | «Чорноморець» (Одеса) | Україна, Львів                                          |  |
| 14:00 EET +14°С | Гегедош 7' Сергійчук 44' (пен.) Нємчанінов 45' Гегедош 57' Панасенко 59' Гайдучик 62' Данилюк 86' | протокол звіт відео | Вачіберадзе 43'       | Стадіон: «Скіф» Глядачі: 0 Суддя: Є. Арановський (Київ) |  |
| «Верес»: Когут - Солдат, Махнєв, Гончаренко, Нємчанінов (Данилюк 85'), Полюлях, Панасенко (Кучеров 65'), Сергійчук, Гегедош (Шестаков 63'), Пасіч, Гайдучик (Поворознюк 85') Залишилися в запасі: Бабійчук, Мірошник, Гук, Петько, Ющишин Тренер: Юрій Вірт «Чорноморець»: Варакута - Долгов, Мартиненко (Поспєлов 70'), Горопевшек, Мельничук, Кравченко , Вачіберадзе, Козак (Штогрін 58'), Авагімян (Лиховидько 46'), Коркішко (Ковбаса 70'), Бугай (Сухоручко 46') Залишилися в запасі: Паламарчук, Мащенко, Бодня Тренер: Олексій Антонов |                                                                                                   |                     |                       |                                                         |  |

| 20 тур 05.04.2021 / понеділок | «Чорноморець» (Одеса)                                       | 3 : 0               | «Прикарпаття» (Івано-Франківськ) | Україна, Одеса                                                    |  |
| 17:00 EET +10°С | Брагару 17' Поспєлов 25' Лиховидько 30' Коркішко 90' (пен.) | протокол звіт відео | Сондей 29' Дитко 64' Геник 86'   | Стадіон: «Чорноморець» Глядачі: 0 Суддя: Д. Резніков (Кам'янське) |  |
| «Чорноморець»: Підківка - Долгов, Поспєлов, Горопевшек, Мельничук (Ващишин 68'), Кравченко , Козак (Лиховидько 23'), Коркішко, Авагімян (Бугай 74'), Брагару (Ковбаса 46'), Штогрін (Мащенко 83') Залишилися в запасі: Варакута, Мартиненко, Валєєв, Сухоручко Тренер: Олексій Антонов «Прикарпаття»: Піцан - Пархуць (Кузьмин 46'), Ульянов, Мелінишин, Сікач, Курко, Кохман, Воробчак, Волошинович (Геник 68'), Сондей (Дитко 46'), Семотюк (Хома 80') Залишилися в запасі: Андрейчук, Француз, Барчук, Новак Тренер: Руслан Мостовий |                                                             |                     |                                  |                                                                   |  |

| 21 тур 10.04.2021 / субота | «Чорноморець» (Одеса)                                     | 2 : 1               | «Полісся» (Житомир)                          | Україна, Одеса                                         |  |
| 17:00 EET +10°С | Мельничук 30' Брагару 43' Бугай 88' Коркішко 90+1' (пен.) | протокол звіт відео | Швець 50' Коваль 62' Грицук 66' Галенков 90' | Стадіон: «Чорноморець» Глядачі: 0 Суддя: І. Бич (Київ) |  |
| «Чорноморець»: Підківка - Ващишин (Гейко 87'), Поспєлов, Горопевшек, Мельничук, Кравченко , Лиховидько, Брагару (Бугай 68'), Авагімян (Сухоручко 79'), Коркішко, Штогрін (Мащенко 89') Залишилися в запасі: Варакута, Мартиненко, Валєєв, Ковбаса, Бодня Тренер: Олексій Антонов «Полісся»: Маханьков - Понєдєльнік, Швець , Прокопчук, Власюк, Гавриленко (Терехов 84'), Галенков, Ковальов (Глагола 62'), Грицук (Даудов 90'), Андрущенко (Островський 72'), Коваль Залишилися в запасі: Яшков, Притиковський, Чернецький, Шевченко, Жук Тренер: Сергій Шищенко |                                                           |                     |                                              |                                                        |  |

| 22 тур 16.04.2021 / п'ятниця | «Кремінь» (Кременчук)                          | 1 : 1               | «Чорноморець» (Одеса)                                                        | Україна, Кременчук                                                |  |
| 16:00 EET +10°С | Галата 15' Головко 31' Пуди 58' Данкович 90+3' | протокол звіт відео | Ващишин 19' Кравченко 21' Мельничук 34' Брагару 42' Поспєлов 44' Микицей 86' | Стадіон: «Кремінь-Арена» Глядачі: 0 Суддя: П. Дубровець (Житомир) |  |
| «Кремінь»: Данкович - Бєлоусов, Курелєх , Головко, М'ягков, Демченко, Семенов, Хоцяновський (Білоус 73'), Івахно (Дудка 34'), Пуди (Бичков 63'), Галата (Гоменко 70' (Сантос 90+1')) Залишилися в запасі: Олійник, Мілєсін, Мурашов, Луїз Фернандо, Молько, Кривенко, Кучеренко Тренер: Олексій Годін «Чорноморець»: Підківка - Микицей , Поспєлов, Мельничук (Ковбаса 87'), Ващишин (Мащенко 46'), Лиховидько, Кравченко, Брагару (Вачіберадзе 46'), Штогрін (Бугай 66'), Авагімян (Сухоручко 66'), Коркішко Залишилися в запасі: Варакута, Мартиненко, Валєєв, Гейко Тренер: Олексій Антонов |                                                |                     |                                                                              |                                                                   |  |

| 23 тур 23.04.2021 / п'ятниця | «Чорноморець» (Одеса)                                                    | 2 : 0               | «ВПК-Агро» (Шевченківка)         | Україна, Одеса                                                |  |
| 17:00 EET +11°С | Коркішко 21' (пен.) Коркішко 31' Авагімян 69' Сухоручко 82' Яловенко 89' | протокол звіт відео | Гадрані 25' Будняк 85' Палюх 89' | Стадіон: «Чорноморець» Глядачі: 0 Суддя: І. Сташук (Чернігів) |  |
| «Чорноморець»: Підківка - Путря, Поспєлов, Микицей , Мельничук, Кравченко, Лиховидько (Вачіберадзе 46'), Коркішко (Яловенко 84'), Мащенко (Козак 67'), Авагімян (Сухоручко 75'), Штогрін (Ковбаса 75') Залишилися в запасі: Варакута, Мартиненко, Ващишин, Якимів Тренер: Олексій Антонов «ВПК-Агро»: Воробей - Сухар, Агапов, Гадрані (Палюх 75'), Хубутія, Зозуля, Коберідзе (Піддубний 75'), Тищенко (Шмигельский 78'), Ксьонз, Ляшенко , Бєляєв (Будняк 72' (Шевченко 88')) Залишилися в запасі: Шеліхов, Шаповалов, Яременко, Вечтомов Тренер: Сергій Соловйов |                                                                          |                     |                                  |                                                               |  |

| 24 тур 30.04.2021 / п'ятниця | «Нива» (Тернопіль)                                       | 0 : 1               | «Чорноморець» (Одеса)                                                  | Україна, Львів                                      |  |
| 15:00 EET +12°С | Мороз 16' Вовченко 33' Скакун 68' Демчук 70' Механів 78' | протокол звіт відео | · Микицей 29' · Поспєлов 31' · Якимів 57' · Козак 77' (пен.) Козак 77' | Стадіон: «Скіф» Глядачі: 0 Суддя: О. Шандор (Львів) |  |
| «Нива»: Механів - Хруставка, Демчук, Вовченко, Дворовенко (Скакун 54'), Мороз , Проців (Кінаш 90'), Семенина, Гатала (Малащук 88'), Різник, Кисленко Залишилися в запасі: Жупанський, Єрмолов, Зінь, Кобеля, Граматік, Мамешев, Бідний Тренер: Ігор Климовський «Чорноморець»: Підківка - Путря, Микицей , Поспєлов, Мельничук, Якимів (Вачіберадзе 72'), Кравченко, Брагару (Ковбаса 76'), Штогрін (Мартиненко 83'), Коркішко (Козак 21'), Сухоручко (Мащенко 67') Залишилися в запасі: Варакута, Долгов, Лиховидько, Яловенко Тренер: Олексій Антонов |                                                          |                     |                                                                        |                                                     |  |

| 25 тур 07.05.2021 / п'ятниця | МФК «Миколаїв»                                   | 1 : 1               | «Чорноморець» (Одеса)                         | Україна, Миколаїв                                                 |  |
| 16:00 EET +17°С | Порох 13' Охрончук 40' Охрончук 54' Прядун 90+4' | протокол звіт відео | Вачіберадзе 29' Горопевшек 39' Авагімян 90+3' | Стадіон: Центральний Глядачі: 1 100 Суддя: О. Деревинський (Київ) |  |
| «Миколаїв»: Бубенцов - Кулинич, Парцванія (Н. Мельничук 86'), Порох, Ульянов, Росляков, Охрончук, Одарюк, Паламар (Сула 84'), Куксенко (Войцеховський 69'), С. А. Кравченко (Прядун 90+1') Залишилися в запасі: Закорський, Нечипоренко, Попов, Сергєєв, Солдатов Тренер: Ілля Близнюк «Чорноморець»: Підківка - Микицей , Горопевшек (Лиховидько 61'), М. Мельничук (Бодня 70'), Путря, Вачіберадзе (Ковбаса 73'), С. С. Кравченко, Брагару (Сухоручко 64'), Штогрін (Мащенко 64'), Авагімян, Козак Залишилися в запасі: Варакута, Мартиненко, Долгов, Якимів Тренер: Олексій Антонов |                                                  |                     |                                               |                                                                   |  |

| 26 тур 15.05.2021 / субота | «Агробізнес» (Волочиськ)          | 1 : 0               | «Чорноморець» (Одеса)                                                | Україна, Волочиськ                                         |  |
| 16:00 EET +16°С | Романюк 45+1' Черненко 88' (пен.) | протокол звіт відео | Лиховидько 29' Кравченко 65' Путря 81' Мартиненко 83' Лиховидько 86' | Стадіон: «Юність» Глядачі: 1 300 Суддя: С. Бойко (Іванків) |  |
| «Агробізнес»: Мозіль - Романюк, Юхимович, Дідик, Курило , Шаповал (Бойчук 81'), Думанюк, Черненко (Слотюк 89'), Семенюк (Груша 72'), І. Когут (М. Когут 68'), Дудик (Семенець 68') Залишилися в запасі: Задерейко, Артим, Ємаєв, Косовський, Гливий, Немтінов Тренер: Олександр Чижевський «Чорноморець»: Паламарчук - Путря, Микицей , Мартиненко, Лиховидько, Кравченко, Вачіберадзе, Бодня (Долгов 81'), Авагімян, Мащенко (Козак 69'), Штогрін (Бугай 79') Залишилися в запасі: Варакута, Якимів, Ковбаса, Брагару, Сухоручко, Яловенко Тренер: Олексій Антонов |                                   |                     |                                                                      |                                                            |  |

| 27 тур 21.05.2021 / п'ятниця | «Чорноморець» (Одеса)                             | 4 : 0               | «Кристал» (Херсон)      | Україна, Одеса                                                |  |
| 19:00 EET +19°С | Путря 2' (пен.) Брагару 36' Козак 52' Штогрін 87' | протокол звіт відео | Сениця 1' Дмитренко 14' | Стадіон: «Чорноморець» Глядачі: 2 087 Суддя: С. Лапко (Львів) |  |
| «Чорноморець»: Паламарчук - Путря, Мартиненко, Горопевшек, Долгов, Кравченко (Якимів 66'), Вачіберадзе (Яловенко 74'), Брагару (Мащенко 61'), Авагімян, Козак (Сухоручко 64'), Ковбаса (Штогрін 74') Залишилися в запасі: Варакута, Зубейко, Бодня Тренер: Олексій Антонов «Кристал»: Кліщук - Лаптєв (Плечій 55'), Сениця, Кіричук, Максименко, Дмитренко, Шмат, Цибульський (Крутін 81'), Тарасенко (Кателін 46'), Головкін (Біденко 71'), Тітієвський (Клюєв 71') Залишилися в запасі: Солдатенко, Гогітідзе, Логінов Тренер: Вадим Євтушенко |                                                   |                     |                         |                                                               |  |

| 28 тур 27.05.2021 / четвер | «Металіст 1925» (Харків)                                    | 0 : 1               | «Чорноморець» (Одеса)                                            | Україна, Харків                                                    |  |
| 19:00 EET +25°С | Габелок 59' Пономар 60' Ткачук 64' Пономар 78' Блажко 90+1' | протокол звіт відео | Путря 12' (пен.) Путря 40' Долгов 47' Горопевшек 60' Мащенко 71' | Стадіон: ОСК «Металіст» Глядачі: 13 134 Суддя: В. Романов (Дніпро) |  |
| «Металіст 1925»: Сидоренко - Жичиков, Ткачук, Шершень, Западня, Габелок, Савін (Дмитренко 85'), Криськів, Голодюк (Блажко 80'), Батюшин (Ченбай 80'), Пономар Залишилися в запасі: М.Коваленко, Дьяков, І.Коваленко, Цвіренко, Кольцов, Резепов, Холод, Савіцький Тренер: Валерій Кривенцов «Чорноморець»: Паламарчук - Путря, Мартиненко, Горопевшек (Микицей 90+3'), Долгов, Кравченко , Вачіберадзе (Якимів 86'), Брагару (Мащенко 70'), Авагімян (Сухоручко 79'), Козак, Ковбаса (Штогрін 70') Залишилися в запасі: Варакута, Зубейко, Бодня, Яловенко Тренер: Олексій Антонов |                                                             |                     |                                                                  |                                                                    |  |

| 29 тур 05.06.2021 / субота | «Чорноморець» (Одеса) | 0 : 2               | «Альянс» (Липова Долина)                                                         | Україна, Одеса                                                   |  |
| 17:30 EET +20°С | Сухоручко 75'         | протокол звіт відео | Агапов 13' Загинайлов 17' B. Шарай 22' К. Ярошенко 56' B. Шарай 69' Пікуль 90+4' | Стадіон: «Чорноморець» Глядачі: 2 923 Суддя: Л. Тельбух (Дніпро) |  |
| «Чорноморець»: Паламарчук - Бодня (Зубейко 57'), Мартиненко, Горопевшек, Долгов, Кравченко , Вачіберадзе, Брагару (Мащенко 67'), Авагімян (Штогрін 62'), Козак (Бугай 74'), Ковбаса (Сухоручко 46') Залишилися в запасі: Варакута, Мікіцей, Якимів, Яловенко Тренер: Олексій Антонов «Альянс»: Важинський - Пісний, Пікуль , Неплях, Рогозинський (Герт 55'), Лебеденко (Сидоренко 80'), Піднебенний, Агапов, К. Ярошенко (Лучик 75'), B. Шарай (Шпирьонок 87'), Загінайлов (Зубков 61') Залишилися в запасі: Єфанов, Богдан, Шевченко, Меженський Тренер: Юрій Ярошенко |                       |                     |                                                                                  |                                                                  |  |

| 30 тур 12.06.2021 / субота | «Волинь» (Луцьк)                                                                                     | 1 : 2               | «Чорноморець» (Одеса)            | Україна, Луцьк                                                 |  |
| 17:30 EET +28°С | Хагназарі 39' Оринчак 41' (пен.) Максимчук 49' Оринчак 63' Максимчук 68' Рябов 72' Войтіховський 86' | протокол звіт відео | Бугай 30' Бугай 35' Авагімян 53' | Стадіон: «Авангард» Глядачі: 1 000 Суддя: Ю. Іванов (Макіївка) |  |
| «Волинь»: Леванідов - Мартинюк, Сімінін , Войтіховський, Климець, Рябов, Чачуа (Кобзар 53'), Хагназарі (Ольхович 85'), Ляшенко (Максимчук 41'), Чернов (Протасов 58'), Оринчак (Теслюк 63') Залишилися в запасі: Коркодим, Сасовський, С. Кристін, Миронюк Тренер: Василь Сачко «Чорноморець»: Варакута - Путря (Зубейко 77'), Мартиненко , Поспєлов, Лиховідько, Якимів, Вачіберадзе, Брагару (Авагімян 46'), Штогрін (Ковбаса 71'), Козак (Яловенко 77'), Бугай (Сухоручко 60') Залишилися в запасі: Підківка, Долгов, Бодня Тренер: Олексій Антонов | |                     |                                  |                                                                |  |

### Загальна статистика
| Загалом | Загалом | Загалом | Загалом | Загалом | Загалом | Загалом | Загалом | Вдома | Вдома | Вдома | Вдома | Вдома | Вдома | На виїзді | На виїзді | На виїзді | На виїзді | На виїзді | На виїзді |
| І       | В       | Н       | П       | ГЗ      | ГП      | РГ      | О       | В     | Н     | П     | ГЗ    | ГП    | РГ    | В         | Н         | П         | ГЗ        | ГП        | РГ        |
| ------- | ------- | ------- | ------- | ------- | ------- | ------- | ------- | ----- | ----- | ----- | ----- | ----- | ----- | --------- | --------- | --------- | --------- | --------- | --------- |
| 30      | 18      | 7       | 5       | 45      | 23      | +22     | 61      | 10    | 2     | 3     | 25    | 10    | +15   | 8         | 5         | 2         | 20        | 13        | +7        |

## Кубок України
Докладніше: Кубок України з футболу 2020—2021

### Матчі[68]
| 1/64 фіналу 29.08.2020 / субота | «Енергія» (Нова Каховка)                                             | 2 : 3               | «Чорноморець» (Одеса)                                                            | Україна, Нова Каховка                                           |  |
| 17:00 EET +30°С | Гавриленко 31' Шевченко 45' Богданов 74' Россохатий 81' Солдатов 87' | протокол звіт відео | Сікорський 15' Авагімян 35' Авагімян 45+1' Зубейко 65' Поспєлов 65' Авагімян 67' | Стадіон: «Енергія» Глядачі: 1 000 Суддя: П. Дубровець (Житомир) |  |
| «Енергія»: Дворник - Мохначук, Шевченко , Нестерук (Студенко 59'), Заїка, Біжко, Гавриленко (Доля 46'), Шовковий (Россохатий 46'), Бесараб, Богданов, Комісар (Солдатов 81') Залишилися в запасі: Логовський, Кірієнко Тренер: Олег Федорчук «Чорноморець»: Паламарчук - Микицей, Лиховидько, Поспєлов, Зубейко, Слінкін, Клименко , Хамелюк (Козак 53'), Авагімян (Валєєв 80'), Брагару (Тітаєвський 80'), Сікорський (Штогрін 55') Залишилися в запасі: Варакута, Остапенко, Яловенко, Долгов, Мельничук Тренер: Сергій Ковалець |                                                                      |                     |                                                                                  |                                                                 |  |

| 1/32 фіналу 16.09.2020 / середа | МФК «Миколаїв»                                                                                        | 1 : 0               | «Чорноморець» (Одеса)                                          | Україна, Миколаїв                                             |  |
| 16:00 EET +26°С | Охрончук 14' Яворський 42' Кушніренко 45' Близнюк (головний тренер 83') Вітенчук 90+5' Лободров 90+6' | протокол звіт відео | Якимів 6' Авагімян 11' Хамелюк 36' Поспєлов 45' Лиховидько 60' | Стадіон: «Центральний» Глядачі: 450 Суддя: І. Пасхал (Херсон) |  |
| «Миколаїв»: Лободров - Порох, Кушніренко , Березянський, Мельничук, Охрончук (Кулинич 46'), Вітенчук, Ляшевський, Паламар (Кравченко 50'), Яворський (Одарюк 90+2'), Сула (Росляков 74') Залишилися в запасі: Агаларов, Парцванія, Коваленко, Швець, Фальковський Тренер: Ілля Близнюк «Чорноморець»: Варакута - Остапенко (Лиховидько 58'), Граматік, Поспєлов , Мельничук, Долгов, Хамелюк (Брагару 58'), Якимів (Валєєв 46'), Путря (Тітаєвський 77'), Авагімян, Сікорський (Кожушко 46') Залишилися в запасі: Паламарчук, Слінкін, Прийма Тренер: Сергій Ковалець | |                     |                                                                |                                                               |  |

## Статистика

### Капітани команди
| Чемпіонат України (30) | Кубок України (2) | Загалом (32) |         |
| Владислав Клименко     | 12 (12)           | 1 (1)        | 13 (13) |
| Станіслав Микицей      | 10 (18)           | - (1)        | 10 (19) |
| Сергій Кравченко       | 6 (15)            | -            | 6 (15)  |
| Рінар Валєєв           | 1 (14)            | - (2)        | 1 (16)  |
| Євгеній Мартиненко     | 1 (19)            | -            | 1 (19)  |
| Дмитро Поспєлов        | - (20)            | 1 (2)        | 1 (22)  |

### Бомбардири команди
| Чемпіонат України  | Кубок України | Загалом |        |
| Артур Авагімян     | 6 (27)        | 2 (2)   | 8 (29) |
| Віктор Лиховидько  | 6 (23)        | - (2)   | 6 (25) |
| Артем Ковбаса      | 5 (24)        | -       | 5 (24) |
| Максим Брагару     | 4 (23)        | - (2)   | 4 (25) |
| Дмитро Коркішко    | 3 (10)        | -       | 3 (10) |
| Владислав Бугай    | 3 (20)        | -       | 3 (20) |
| Артем Козак        | 3 (20)        | - (1)   | 3 (21) |
| Даниїл Сухоручко   | 2 (13)        | -       | 2 (13) |
| Дмитро Поспєлов    | 2 (20)        | - (2)   | 2 (22) |
| Ілля Путря         | 2 (22)        | - (1)   | 2 (23) |
| Андрій Штогрін     | 2 (26)        | - (1)   | 2 (27) |
| Ігор Сікорський    | - (2)         | 1 (2)   | 1 (4)  |
| Роман Яловенко     | 1 (5)         | - (1)   | 1 (6)  |
| Олег Кожушко       | 1 (10)        | - (1)   | 1 (11) |
| Бека Вачіберадзе   | 1 (14)        | -       | 1 (14) |
| Сергій Кравченко   | 1 (15)        | -       | 1 (15) |
| Максим Мельничук   | 1 (15)        | - (1)   | 1 (16) |
| Євгеній Мартиненко | 1 (19)        | -       | 1 (19) |
| Станіслав Микицей  | 1 (18)        | - (1)   | 1 (19) |

### Воротарі команди

#### «Сухі»матчі
| Чемпіонат України  | Кубок України | Загалом |        |
| Роман Підківка     | 8 (14)        | -       | 8 (14) |
| Олексій Паламарчук | 3 (7)         | - (1)   | 3 (8)  |
| Данило Варакута    | 2 (9)         | - (1)   | 2 (10) |
| ВСЬОГО             | 13            | -       | 13     |

## Виноски
1. 1 2  Починаючи з 1 березня 2021 року.
2. 1 2 3  До 17 лютого 2021 року.
3. ↑  Починаючи з 9 березня 2021 року.